# 滋賀県指定文化財一覧
滋賀県指定文化財一覧（しがけんしていぶんかざいいちらん）は、滋賀県指定の文化財や史跡等を一覧形式でまとめたものであるが、全てを掲載しているわけではない。

## 有形文化財

### 建造物
- 永源寺山門〔東近江市〕
- 延暦寺阿弥陀堂鐘楼〔大津市〕
- 延暦寺四季講堂〔大津市〕
- 慈眼堂〔大津市〕
- 西川家住宅〔近江八幡市〕
- 徳源院三重塔〔米原市〕
- 吉田家住宅〔近江八幡市〕

### 美術工芸品
- 近江国絵図〔大津市〕

### 古文書
- 長命寺文書、「楽書誤証文」他5474点〔近江八幡市〕-2008年7月23日指定
- 近江輿地志略

## 無形文化財
- 雁皮紙〔大津市〕
- 信楽焼〔甲賀市〕
- 竹工芸〔野洲市〕

## 民俗文化財

### 有形民俗文化財
- 長浜曳山祭の山車　附山蔵〔長浜市〕

### 無形民俗文化財
- 大津曳山祭〔大津市〕
- 水口曳山祭〔甲賀市〕
- 大原の祇園行事〔甲賀市〕

### 記録作成等の措置を講ずべき無形の民俗文化財（県選択）
- 長浜曳山祭〔長浜市〕
- 甲賀の花行事〔甲賀市〕

## 史跡名勝天然記念物
- 今宿一里塚〔守山市〕
- 唐崎（唐崎神社境内）〔大津市〕
- 河内の風穴〔多賀町〕
- 旧東海道横田渡跡〔甲賀市〕
- 勝堂古墳群〔東近江市〕
- 総持寺庭園〔長浜市〕
- 水口城跡〔甲賀市〕
- 大中の湖南遺跡出土木製品（滋賀県立安土城考古博物館所蔵）〔近江八幡市〕
- 徳源院庭園〔米原市〕

## 県選定保存技術
- 曳山金工品修理〔長浜市〕
- 曳山漆工品修理〔長浜市〕